# アムレンシン
アムレンシン (amurensin) はフラボノールの一種。ケンフェロール 7-O-グルコシドのtert-アミルアルコール誘導体である。

## 関連化合物
6'-O-アセチルアムレンシンは、オオバノキハダ (Phellodendron japonicum MAXIM) の葉で見られる。